# 高田泰治
高田 泰治（たかた たいじ、1977年 ~ ）はフォルテピアノ、チェンバロ奏者。
大阪音楽大学大学院音楽研究科器楽専攻ピアノ・ソロ研究室修了。

## プロフィール
ピアノを永井譲、小森谷泉、川岸勝子、清水淳彦、中島和彦の各氏に、フォルテピアノとチェンバロをC.ショルンスハイム、アンドレアス・シュタイアー、オリヴィエ・ボーモンの各氏に、室内楽と18世紀音楽語法を延原武春に師事。バロックヴァイオリンのU.ブンディースとデュオを結成しドイツでも演奏活動をしている。

## 主な受賞歴
- 2011年：平成23年度坂井時忠音楽賞受賞[2]
- 2016年：平成28年度咲くやこの花賞音楽部門受賞[3]
- 2018年：2018年度音楽クリティッククラブ賞奨励賞受賞[4]
- 2020年：令和2年度神戸市文化奨励賞受賞[5]

## CD

### オリジナルアルバム
- 高田泰治チェンバロ・アルバム Vol.1 J.S.バッハ:パルティータ第2番/イギリス組曲第2番 他（2011年10月25日 WWCC-7684 ）

- U.ブンディース 高田泰治 J.S.バッハ:ヴァイオリンとオブリガート・チェンバロのための6つのソナタ（2013年4月25日 WWCC-7715-6）

- U.ブンディース 高田泰治 モーツァルト:フォルテピアノとヴァイオリンのソナタ K.6 K.304 K.379 K.454（2015年4月25日 WWCC-7783）
- 高田泰治フォルテピアノ　モーツァルト・アルバム（2015年6月25日 WWCC-7788）

- 高田泰治 ピリオド楽器の魅力 うつろい（2016年2月25日 WWCC-7802）

- 高田泰治 チェンバロ J.S.バッハ:ゴルトベルク変奏曲 BWV988（2016年11月25日 WWCC-7823）

- U.ブンディース 高田泰治 古典派二重奏曲の系譜（2017年3月25日 WWCC-7832)

- 高田泰治 ベートーヴェン・アルバム（2018年7月25日 WWCC-7876）

- エラール社とイルムラー社製オリジナル楽器による ショパン&シューマン ピアノ協奏曲（2019年9月25日 WWCC-7906）
- 高田泰治 クープラン一族のクラヴサン音楽集（2023年6月25日 WWCC-7984）

### 参加アルバム
- チェンバロとフォルテピアノのための作品集 デュエット（中野振一郎）（2007年6月25日 マイスター・ミュージック）

- テレマン・プチ・アンサンブル テレマン作品集 7つのトリオ・ソナタ（2008年1月25日  WWCC-7567）

- バースデー･プレゼント - 池田奈生子: ピアノ作品集 Vol.1（池田奈生子）（2010年1月28日 コウベレックス）

- ベートーヴェン:ハ長調ミサ、コリオラン序曲、ピアノ、合唱とオーケストラのための「合唱幻想曲」（延原武春、テレマン室内管弦楽団）（2011年4月25日 WWCC-7667）

- パッサカリア チェンバロ・ベスト・アルバム（中野振一郎）（2011年6月25日 マイスター・ミュージック）

- パッサカリア ザ・ベスト・オブ・チェンバロ（中野振一郎）（2019年6月25日 マイスター・ミュージック）
- J.S.バッハ ブランデンブルク協奏曲全曲 延原武春指揮・テレマン室内オーケストラ(2019年7月25日 WWCC-7901～2)
- テレマン作品集３「様々な楽器のための協奏曲」(2021年10月25日 WWCC-7957)
- 延原武春指揮 J.S.バッハ 管弦楽組曲集（2023年8月25日 WWCC-7986）